# Eunomia (erebídeos)
Eunomia é um gênero de traça pertencente à família Arctiidae.